# William Forsell Kirby
Pour les articles homonymes, voir Kirby.
Ne doit pas être confondu avec un autre entomologiste britannique, William Kirby (1759-1850).
 (septembre 2019).
Si vous disposez d'ouvrages ou d'articles de référence ou si vous connaissez des sites web de qualité traitant du thème abordé ici, merci de compléter l'article en donnant les références utiles à sa vérifiabilité et en les liant à la section « Notes et références ».
William Forsell Kirby est un entomologiste et un spécialiste du folklore britannique, né le 14 janvier 1844 à Leicester et mort le 20 novembre 1912 à Londres.

## Biographie
Il fait ses études auprès d’un précepteur et très tôt s’intéresse aux papillons. Il fait paraître, dès 1862, un petit Manual of European Butterflies.
En 1867, il devient conservateur du musée (en) de la Société royale de Dublin. Kirby fait paraître en 1871 un Synonymic Catalogue of Diurnal Lepidoptera qu’il complète en 1877.
En 1879, il rejoint le personnel du British Museum comme assistant après la mort de Frederick Smith (1805-1879). Il fait paraître alors plusieurs catalogues d’espèces comme Rhopalocera Exotica (1887-1897) ainsi qu’un Elementary Text-book of Entomology. Il prend sa retraite en 1909.
Kirby s’intéresse à de nombreux sujets et est polyglotte. Il est le premier traducteur en anglais de l’épopée finnoise Kalevala.
Ses types sont aujourd’hui conservés au muséum d'histoire naturelle de Londres et une partie de sa collection au muséum national de Dublin.

## Publications
(Liste incomplète)
- Manual of European Butterflies. 1862
- Synonymic Catalogue of Diurnal Lepidoptera. 1871
- Familiar butterflies and moths. 1901
- Butterflies and moths of Europe (Illustrated). 1903
- Kalevala the Land of Heroes. 1907.  (ISBN 0-674-50000-8)
- Elementary Text-book of Entomology.
- The Hero of Esthonia? and other studies in the romantic literature of that country. 1895
- Hand-book to the order Lepidoptera. 1897

Kirby participe également aux Illustrations of diurnal Lepidoptera de William Chapman Hewitson (1806-1878) qui paraît en 1863 et à Natural history de Richard Lydekker (1849-1915).